# Sebastian Jørgensen
Sebastian Vinther Jørgensen (* 8. Juni 2000 in Silkeborg) ist ein dänischer Fußballspieler. Er spielt für Malmö FF und war dänischer U21-Nationalspieler.

## Karriere

### Verein
Sebastian Jørgensen entstammt der Jugend von Silkeborg IF, dem größten Verein seiner Geburtsstadt, und erhielt am 28. August 2018 einen Profivertrag mit einer Laufzeit bis 2022. Bereits am 8. August 2018 absolvierte er sein erstes Pflichtspiel für die erste Mannschaft, als er beim 4:0-Sieg in der ersten Runde des dänischen Pokals in der Anfangsformation stand und in der 65. Minute das Tor zum Endstand erzielte. In der Folgezeit spielte er auch ab und an in Ligaspielen, gehörte aber nicht zu den Stammspielern. Die erste Mannschaft spielte in der zweiten Liga, stieg allerdings zum Ende der Saison in die Superligæn auf. Jørgensens sportliche Situation änderte sich dabei in der Saison 2019/20 auch wegen einer Verletzung nicht, in der Abstiegsrunde spielte er allerdings regelmäßiger, konnte jedoch den direkten Wiederabstieg in die zweite Liga nicht verhindern. In der Saison 2020/21 kam er in der Zweitklassigkeit regelmäßig zum Einsatz – in 28 Partien in der regulären Saison sowie in der Aufstiegsrunde stand er in 15 Spielen in der Anfangself – und mit sechs Vorlagen und acht erzielten Toren in der regulären Saison – in der Aufstiegsrunde blieb er torlos – trug er zum umgehenden Wiederaufstieg bei.
Im Sommer 2023 wechselte Jørgensen zu Malmö FF.

### Nationalmannschaft
Sebastian Jørgensen spielte am 7. September 2018 im schwedischen Gävle bei einem 2:1-Sieg gegen Norwegen während eines internationalen Turniers zum ersten Mal für die dänische U19-Nationalmannschaft. Bis 2019 absolvierte er vier Einsätze. Des Weiteren kam er im Jahr 2022 zu vier Einsätzen für die dänische U21.